# Dolar kanadyjski
Dolar kanadyjski (kod CAD, symbol $, oficjalna nazwa fr. Dollar canadien / ang.Canadian Dollar) – oficjalna waluta Kanady.
Jeden dolar kanadyjski dzieli się na sto centów kanadyjskich.

## Historia kanadyjskiej waluty

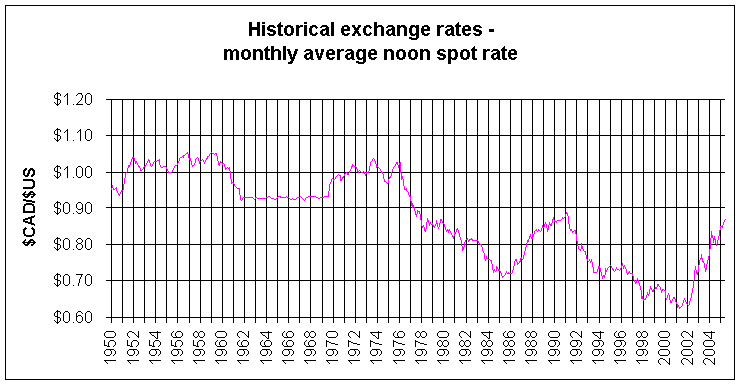
Cena dolara kanadyjskiego w dolarach amerykańskich w latach 1950–2005

Chaos walutowy w koloniach brytyjskich w Kanadzie, jaki panował w XVII i XVIII wieku, kiedy to w obiegu znajdowały się nie tylko brytyjskie funty szterlingi i francuskie franki, lecz także hiszpańskie talary, a nawet monety portugalskie i południowoamerykańskie, spowodował konieczność standaryzacji waluty kanadyjskiej. Pierwsze dolary kanadyjskie zostały wprowadzone do obiegu przez Bank of Montreal w 1817 i znajdowały się w użytku w Górnej Kanadzie i w Quebecu. Dolar kanadyjski wzorowany był na walucie USA. Prowincje Atlantyckie Kanady pozostały natomiast przy brytyjskiej walucie, która z czasem została wyparta także tam. Od 1 stycznia 1858 przyjęły one dolar kanadyjski jako oficjalną walutę i rozpoczęły emisję pieniądza w tym samym roku. Nowy kanadyjski dolar zastąpił wszystkie inne pieniądze występujące dotąd w Kanadzie wraz z Uniform Currency Act, uchwalonym przez rząd skonfederowanej Kanady w 1871.
Do roku 1854 dolar kanadyjski miał tylko częściowe pokrycie w złocie. Od tego roku zyskał pełne pokrycie. Pieniądz papierowy mógł być wymieniany na złoty kruszec bez ograniczeń. Parytet dolara kanadyjskiego został ustalony na równowartość dolara amerykańskiego. Za jeden brytyjski funt płaciło się 4,8666 dolara. Przez cały okres pokrycia dolara w złocie jego kurs wobec innych walut pozostał stabilny. Drobne wahania spowodowane były niewielkimi różnicami ceny złota na lokalnych giełdach.
Dolar kanadyjski odszedł od utrzymania pokrycia w złocie w 1914 w związku z sytuacją wojenną w Europie. Do pełnego pokrycia powrócono na krótko w latach 1926–1931, po czym znów od niego odstąpiono ze względu na wielki kryzys lat trzydziestych XX wieku, by już nigdy do pokrycia w złocie nie powrócić.
Problemy ekonomiczne związane z wielkim kryzysem, a w szczególności seria upadłości wielkich banków, które miały prawo emisji pieniądza, skłoniły rząd Kanady do reformy systemu walutowego, który doprowadził do powstania Bank of Canada, który jako jedyny uzyskał prawo emisji. Bank został powołany aktem The Bank of Canada Act 3 lipca 1934 i rozpoczął efektywną działalność 11 marca 1935. Tego samego dnia wszystkie stare banknoty będące w obiegu zostały zastąpione zuniformizowanym dolarem kanadyjskim. Konsekwencją odejścia od pokrycia waluty w złocie było utworzenie funduszu stabilizacyjnego aktem Exchange Fund Act, który wszedł w życie 15 sierpnia 1939. W tym samym jednak czasie, w związku z wybuchem II wojny światowej, zawieszono wymienialność waluty i wprowadzono jej sztywny kurs. Odstąpiono od tego dopiero w roku 1951. W roku 1947 przeprowadzono rewaluację dolara, zrównując jego wartość z dolarem amerykańskim, a w 1949 roku dewaluację, która ustaliła kurs dolara amerykańskiego na 1,1 dolara kanadyjskiego (za 10 dolarów USA płacono 11 dolarów kanadyjskich). Dalsze problemy z utrzymaniem stałego kursu dolara kanadyjskiego skłoniły rząd kanadyjski do przywrócenia płynnego kursu w 1951. Do zasady stałego kursu powrócono w latach 1962 do 1970. Ostateczne uwolniony dolar pozostaje takim do dziś.
W 1976 dolar kanadyjski na rynku walutowym osiągnął swą maksymalną wartość 1,03 USD. Od tego czasu wartość dolara kanadyjskiego systematycznie malała.
W 1979 spadł do 0,87 USD. W 1986 osiągnął 0,6913 USD, by w końcu lat osiemdziesiątych ponownie podnieść się do poziomu 0,87. W latach dziewięćdziesiątych nastąpił dalszy spadek wartości waluty, osiągając USD 0,6311 27 sierpnia 1998. Wskutek interwencji banku centralnego udało się podnieść wartość waluty do akceptowalnego zakresu 0,65 – 0,7 USD, lecz w styczniu 2002 waluta osiągnęła historyczne minimum 0,62 USD.
W roku 2004 wartość kanadyjskiej waluty w stosunku do dolara amerykańskiego gwałtownie się podniosła, osiągając w listopadzie 2004 wartość 83 centów. 20 września 2007 wartość dolara kanadyjskiego ponownie zrównała się z amerykańskim.

## Kanadyjskie monety
Powszechne kanadyjskie monety o wartości poniżej jednego dolara (1¢, 5¢, 10¢, 25¢) wzorowane są na swoich amerykańskich odpowiednikach (zobacz: dolar amerykański) – ich wielkości i masy oraz ich popularne nazwy są prawie identyczne. Różnią się natomiast specyficznym składem chemicznym oraz rysunkiem awersu i rewersu. Są na tyle różne, że monety kanadyjskie nie są przyjmowane przez automaty w USA.
Kanadyjskie monety $1 (w obiegu od 1987) i $2 (od 1996) nie są wzorowane na monetach amerykańskich.
Oprócz standardowego zestawu monet opisanych poniżej w obiegu znajduje się wiele monet starszych, wycofywanych z obiegu oraz okolicznościowych.

### Moneta jednocentowa
- popularna nazwa

ang. – penny
fr. – cent noire
- skład chemiczny

94% – stal
1,5% – nikiel
4,5% – miedź (powierzchnia)
- awers – Monarcha Kanady
- rewers – liście klonowe
- masa – 2,35 g
- średnica – 19,5 mm
- grubość – 1,45 mm

### Moneta pięciocentowa
- popularna nazwa

ang. – nickel
- skład chemiczny

94,5% – stal
3,5% – miedź
4,5% – nikiel (powierzchnia)
- awers – Monarcha Kanady
- rewers – bóbr
- masa – 3,95 g
- średnica – 21,2 mm
- grubość – 1,45 mm

### Moneta dziesięciocentowa
- popularna nazwa

ang. – dime
- skład chemiczny

92% – stal
5,5% – miedź
2,5% – nikiel (powierzchnia)
- awers – Monarcha Kanady
- rewers – Bluenose, słynny kanadyjski szkuner
- masa – 1,75 g
- średnica – 18,03 mm
- grubość – 1,22 mm

### Moneta dwudziestopięciocentowa
- popularna nazwa

ang. – quarter
- skład chemiczny

94% – stal
3,8% – miedź
2,2% – nikiel (powierzchnia)
- awers – Monarcha Kanady
- rewers – karibu
- masa – 4,4 g
- średnica – 23,88 mm
- grubość – 1,58 mm

### Moneta jednodolarowa
- popularna nazwa

ang. – loonie
fr. – huard
- skład chemiczny

91,5% – nikiel
8,5% – brąz (powierzchnia)
- awers – Monarcha Kanady
- rewers – nur
- masa – 7 g
- średnica – 26,5 mm
- grubość – 1,75 mm

### Moneta dwudolarowa
- popularna nazwa

ang. – toonie lub twoonie
- skład chemiczny

pierścień zewnętrzny
99,0% – nikiel
1,0% – stal
część wewnętrzna
92,0% – miedź
6,0% aluminium
2,0% – nikiel
- awers – Monarcha Kanady
- rewers – niedźwiedź polarny
- masa – 7,3 g
- średnica – 28,0 mm
- grubość – 1,8 mm

## Kanadyjskie banknoty
Poniżej zostały opisane banknoty najnowszej emisji 2011-2013 oraz banknot 1000 dolarowy wyemitowany w roku 1986. Jednakże wszystkie wydane wcześniej jakiekolwiek Dolary Kanadyjskie są w obiegu, również te z emisji 1937, 1954, 1967, 1974, 1986, 2001.
Wszystkie kanadyjskie banknoty mają rozmiar 152,4 na 69,85 mm.
Kanadyjskie banknoty emitowane od 2011 roku są jednymi z niewielu na świecie pieniędzmi drukowanymi nie na papierze, ale na polimerze. Technologia ta zwiększa żywotność (ok. 20 lat) oraz umożliwia zastosowanie doskonalszych zabezpieczeń. Pomimo większej trwałości oraz odporności np. na zamoczenie, banknoty ulegają deformacji pod wpływem ciepła.

### Banknot pięciodolarowy
Banknot pięciodolarowy pochodzi z emisji Polymer Series, która rozpoczęła się w 2011 roku.
Awers banknotu przedstawia podobiznę Wilfrida Laurier.
Rewers przedstawia astronautę na tle kanadyjskiego ramienia robotycznego Canadarm 2 umieszczonego na Międzynarodowej Stacji Kosmicznej

### Banknot dziesięciodolarowy
Banknot dziesięciodolarowy pochodzi z emisji Polymer Series, która rozpoczęła się w 2011 roku.
Awers banknotu przedstawia podobiznę Johna Macdonalda.
Rewers przedstawia lokomotywą model 6403, ciągnącą pociąg pasażerski na tle górskich szczytów.

### Banknot dwudziestodolarowy
Banknot dwudziestodolarowy pochodzi z emisji Polymer Series, która rozpoczęła się w 2011 roku.
Awers banknotu pokazuje podobiznę Elżbiety II królowej Kanady.
Rewers pokazuje flagę Kanady na tle Narodowego pomnika pamięci Kanady na wzgórzu Vimy.

### Banknot pięćdziesięciodolarowy
Banknot pięćdziesięciodolarowy pochodzi z emisji Polymer Series, która rozpoczęła się w 2011 roku.
Awers banknotu pokazuje podobiznę Mackenzie Kinga.
Rewers pokazuje statek CCGS Amundsen.

### Banknot studolarowy
Banknot studolarowy pochodzi z emisji Polymer Series, która rozpoczęła się w 2011 roku.
Awers banknotu pokazuje podobiznę Sir Roberta Bordena.
Rewers pokazuje postać przy mikroskopie i buteleczkę insuliny.

### Banknot tysiącdolarowy
Banknot tysiącdolarowy pochodzi z emisji Birds (ptaki), która rozpoczęła się w 1986.
Awers banknotu pokazuje podobiznę Elżbiety II królowej Kanady.
Rewers pokazuje łuskowca.